# Babacar N’Diaye
Babacar „Baba“ N’Diaye (* 12. Dezember 1973 in Thiès, Senegal) ist ein senegalesischer Fußballtrainer und ehemaliger Fußballspieler, der seine Laufbahn seit 1994 in Deutschland verbracht hat. Seit dem Sommer 2017 ist er Teammanager von RB Leipzig.

## Karriere
Der Stürmer begann seine Karriere im Senegal bei US Rail Thiès. Außerdem absolvierte er vier Nationalspiele für die U-21-Nationalmannschaft Senegals. Zuvor, als Kind und Jugendlicher hatte "Air Baba", wie er in Hannover genannt wurde, systematisch Basketball gelernt und gespielt und war Mitglied der U-18-Basketballnationalmannschaft des Senegals, traf dann jedoch die Entscheidung zugunsten des Fußballs.

### Amateurvereine in Deutschland
1994 wechselte er nach Deutschland, wo er zunächst für den 1. FC Union Solingen in der Oberliga Nordrhein spielte. Der Wechsel kam zustande, weil seine Heimatstadt Thiès eine Städtepartnerschaft mit Solingen unterhält. Im Amateurbereich spielte er außerdem für den FC Wehr 1912 und in der Regionalliga für den Wuppertaler SV.

### Hannover 96
1998 wechselte er zum damaligen Regionalligisten Hannover 96, mit dem er in die 2. Bundesliga aufstieg. Hier avancierte "Air Baba" sehr schnell zum Publikumsliebling, war für eine enorme Sprintschnelligkeit bekannt. Nach drei Jahren in der zweiten Liga, in denen N’Diaye für Hannover 96 Spiele bestritten hatte (neun Tore), stieg er mit seiner Mannschaft in die Bundesliga auf. Wegen großer Konkurrenz im Angriff kam er in der Saison 2002/03 nur auf fünf Spiele, er erzielte sein einziges Bundesligator gegen den 1. FC Nürnberg.

#### Leihe zum FC St. Pauli
Anfang 2003 wechselte N’Diaye wieder zurück in die Zweitklassigkeit zum FC St. Pauli, bei dem er zwar Leistungsträger war, aber in die Regionalliga Nord abstieg.

### LR Ahlen
Babacar N’Diaye blieb in der 2. Liga, er wurde von LR Ahlen verpflichtet. Während seiner zwei Jahre bei den Münsterländern machte er sich als technisch guter Stürmer, einen Namen. In 54 Spielen für Ahlen gelangen ihm zehn Tore.

### Unterhaching
Im Sommer 2005 wechselte er nach Unterhaching. Gleich in seinem ersten Zweitligaspiel für die SpVgg traf er gegen den SC Paderborn 07. Außerdem erzielte er in der 2. Runde des DFB-Pokals den Siegtreffer gegen den 1. FC Saarbrücken. Nachdem er zu Beginn der Saison Stammspieler gewesen war, kam er später meist nur noch als Einwechselspieler zum Einsatz und erzielte fünf Saisontore. In der folgenden Saison erzielte er in 24 Einsätzen einen Treffer und stieg mit der SpVgg aus der 2. Bundesliga ab.
Anfang Januar 2007 erhielt N’Diaye eine Anfrage des Gambischen Fußballverbandes für ein Länderspiel gegen Saudi-Arabien, lehnte diese jedoch ab.

### Carl Zeiss Jena und SC Verl
Für die Saison 2007/08 hatte N’Diaye zunächst keinen Verein gefunden, bevor er im Oktober 2007 beim Zweitligisten FC Carl Zeiss Jena unterschrieb. Obwohl eigentlich für die erste Mannschaft eingeplant, spielte er nur zweimal in der zweiten Mannschaft, für die er ein Tor erzielte. N'Diaye wurde von Trainer Henning Bürger aussortiert und wechselte während der Winterpause in die Regionalliga Nord zum SC Verl. Nach dem Ende der Saison 2007/08 wurde sein Vertrag bei den Verlern auf eigenen Wunsch nicht verlängert.

### Türkiyemspor Berlin
Nachdem N’Diaye zunächst keinen Verein gefunden und sich im VDV-Trainingscamp der vereinslosen Profis fit gehalten hatte, unterschrieb er im November 2008 beim Viertligisten Türkiyemspor Berlin und traf bei seinem Debüt gegen Sachsen Leipzig am 8. November zweimal zum 2:0-Sieg. Am 12. Januar 2009 löste er seinen Vertrag bei Türkiyemspor auf.

### SV Babelsberg
Januar 2009 hatte er ein Engagement bis zum Saisonende beim Ligakonkurrenten SV Babelsberg 03.

### TSV Havelse
In der Saison 2009/10 spielte Babacar N’Diaye bei dem niedersächsischen Oberligisten TSV Havelse. Er traf in 28 Spielen 27-mal für die Havelser. In den Relegationsspielen zur Regionalliga Nord konnte er in zwei Spielen ein Tor erzielen und war damit entscheidend an der Meisterschaft in der Oberliga Niedersachsen West und am Aufstieg zur Saison 2010/11 beteiligt.

### SC Preußen Münster
Babacar N’Diaye erhielt für die Regionalliga-Saison 2010/11 bei Preußen Münster einen Einjahresvertrag. Dieser wurde im März 2011 um ein Jahr bis Sommer 2012 verlängert. 2012 wurde N’Diaye Assistenztrainer von Pawel Dotschew bei Preußen Münster und stand gleichzeitig noch als „Standby-Spieler“ bereit, ohne jedoch noch einmal in einem Punktspiel der 3. Liga zum Einsatz zu kommen, ehe er seine aktive Laufbahn im Sommer 2013 endgültig beendete. Im Mai 2014 verlängerte er seinen zum Saisonende auslaufenden Vertrag um zwei weitere Jahre bis zum 30. Juni 2016.

### RB Leipzig
Im Mai 2017 wurde N’Diaye als Teammanager bei RB Leipzig verpflichtet.

## Erfolge
- Aufstieg in die 1. Bundesliga 2002
- Aufstieg in die 2. Bundesliga 1998
- Aufstieg in die 3. Liga 2011
- Meisterschaft in der Regionalliga West 2011

## Einsätze
- 1. Bundesliga: 5 Spiele, 1 Tor
- 2. Bundesliga: 174 Spiele, 28 Tore

## Trivia
N'Diaye ist verheiratet mit seiner Frau Nicole. Das Ehepaar hat zwei Kinder.